# Max Ruge
Max Ruge (* 11. September 1853 in Berlin; † 17. Juni 1893 ebenda) war Gymnasiallehrer, Stadtschulinspektor und Mitglied des Deutschen Reichstags.

## Leben
Ruge besuchte das Friedrichs-Werdersche Gymnasium in Berlin und studierte an den Universitäten Jena, Berlin und Leipzig. Ab 1878 war er am Berlinischen Gymnasium „Zum grauen Kloster“ beschäftigt. In Steglitz war er Gemeindeverordneter, Stadtschulinspektor und Schöffe.
Von 1890 bis 1893 war er für die Deutsche Freisinnige Partei Mitglied des Deutschen Reichstags für den Wahlkreis Regierungsbezirk Potsdam 7 Potsdam, Osthavelland, Spandau.
In Steglitz ist die Rugestraße nach ihm benannt.